# Puerto de Tarna
Puerto de Tarna är ett bergspass i Spanien.   Det ligger i provinsen Provincia de León och regionen Kastilien och Leon, i den norra delen av landet, 300 km norr om huvudstaden Madrid. Puerto de Tarna ligger 1 489 meter över havet.
Terrängen runt Puerto de Tarna är kuperad. Runt Puerto de Tarna är det mycket glesbefolkat, med 4 invånare per kvadratkilometer. Närmaste större samhälle är Campo de Caso, 15,4 km nordväst om Puerto de Tarna. Omgivningarna runt Puerto de Tarna är en mosaik av jordbruksmark och naturlig växtlighet.